# Eucalyptus thozetiana
Eucalyptus thozetiana ist eine Pflanzenart innerhalb der Familie der Myrtengewächse (Myrtaceae). Sie kommt in Queensland und im Südosten des australischen Northern Territory vor und wird dort „Lapunyah“, „Mapunyah“, „Yapunyah“, „Mountain Yapunyah“, „Thozet’s Box“ oder „Thozet’s Ironbox“ genannt.

## Beschreibung

### Erscheinungsbild und Blatt
Eucalyptus thozetiana wächst als immergrüner Baum bis über 20 Meter hoch. Die Borke ist am gesamten Baum glatt und weiß, grau oder rosafarben. Öldrüsen gibt es sowohl in der Borke als auch im Mark. Der Stammdurchmesser erreicht etwa 90 Zentimeter.
Bei Eucalyptus thozetiana liegt Heterophyllie vor. Die Laubblätter sind stets in Blattstiel und -spreite gegliedert. An mittelalten Exemplaren ist die Blattspreite lanzettlich bis eiförmig, gerade, ganzrandig und matt grau-grün. Die auf Ober- und Unterseite gleichfarbig glänzend grünen oder grau-grünen Blattspreiten an erwachsenen Exemplaren sind linealisch, schmal-lanzettlich oder lanzettlich, gerade, relativ dünn, verjüngen sich zur Spreitenbasis hin und besitzen ein spitzes oberes Ende. Die kaum sichtbaren Seitennerven gehen in einem spitzen oder sehr spitzen Winkel vom Mittelnerv ab. Die Keimblätter (Kotyledone) sind verkehrt-nierenförmig.

### Blütenstand, Blüte und Frucht
Endständig an einem im Querschnitt stielrunden Blütenstandsschaft stehen in zusammengesetzten Gesamtblütenständen etwa siebenblütige Teilblütenstände. 
Die Blütenknospen sind zylindrisch, birnenförmig oder konisch und nicht blaugrün bemehlt oder bereift. Die Kelchblätter bilden eine Calyptra, die bis zur Blüte (Anthese) vorhanden bleibt. Die glatte Calyptra ist halbkugelig oder konisch, so lang wie der glatte oder vierkantige Blütenbecher (Hypanthium) und breiter als dieser. Die Blüten sind weiß.
Die Frucht ist zylindrisch oder (gestutzt) eiförmig. Der Diskus ist eingedrückt, die Fruchtfächer sind eingeschlossen.

## Vorkommen
Das natürliche Verbreitungsgebiet von Eucalyptus thozetiana liegt im Landesinneren von Queensland. Man findet sie im Zentrum, im Süden und im Osten des Staates, aber nicht im Südosten. Auch im Südosten des Northern Territory, in den MacDonnell Ranges östlich von Alice Springs, gibt es Standorte.

## Taxonomie
Die Erstbeschreibung erfolgte 1903 durch Joseph Maiden als Unterart (Basionym) Eucalyptus calycogona subsp. thozetiana Maiden von Eucalyptus calycogona in A Critical Revision of the Genus Eucalyptus, Volume 1 (3), S. 87. Das Typusmaterial weist die Beschriftung „Expedition Range (Southeast of Emerald), Queensland. A. Thozet“ auf. Richard Thomas Baker gab ihr 1906 den Rang einer Eucalyptus thozetiana (F.Muell. ex Maiden) R.T.Baker in Proceedings of the Linnean Society of New South Wales, Volume 31, S. 305, Tafel XXIV. Das Typusmaterial weist die Beschriftung „Queensland, Tandawarra (C. W. Chapman), Newinga, Goondiwindi (C.W. Chapman), Cometville and Emerald (rare: P. A. O’Shanesy, in Herb. Melb.); Expedition Range (Thozet, in Herb. Melb.)“ auf. Weitere Synonyme für Eucalyptus thozetiana (F.Muell. ex Maiden) R.T.Baker sind: Eucalyptus gracilis var. thozetii F.M.Bailey nom. inval., Eucalyptus gracilis var. thozetii F.M.Bailey nom. inval. Das Artepitheton thozetiana ehrt den Sammler des ursprünglichen Typusmaterials, Anthelme Thozet (1826–1878), hin.